# نوویه کارتاولی
نوویه کارتاولی (انگلیسی: Novyye Kartavly) یک شهرک در شهرستان سالاواتسکی استان باشقیرستان کشور روسیه است.